# Agallia dorsalis
Agallia dorsalis är en insektsart som beskrevs av Lethierry 1876. Agallia dorsalis ingår i släktet Agallia och familjen dvärgstritar. Inga underarter finns listade i Catalogue of Life.